# Josip Dermastia
Josip Dermastia, slovenski pravnik, politik in organizator krščanskega socialnega delavstva na Goriškem, * 5. april 1879, Vodmat, Ljubljana, † 21. januar 1952, Ljubljana.

## Življenje in delo
Josip Dermastia, mlajši brat Ivana Dermastie, se je rodil v družini ljubljanskega kmeta in trgovca Jožefa Dermastia in kmetice Ane Hočevar iz Vrhnike. Po končani gimnaziji v Ljubljani je študiral pravo v Gradcu, kjer je 24. novembra 1903 tudi doktoriral. Že kot dijak je zahajal k bratu na Goriško. Po končanem študiju se je zaposlil v Gorici kot odvetniški kandidat in praktikant na deželnem sodišču. Brat Ivan ga je uvedel v javno in politično življeje v kraju novo nastajajočega krščanskega socialnega gibanja, tako imenovane »nove struje«. Utemeljitelj gibanja je bil Anton Mahnič, po njegovem odhodu za škofa na otok Krk pa sta precejšen del nalog prevzela tudi brata Dermastia. Po razkolu v Slovenski ljudski stranki (1909) se je Josip Dermastia počasi začel umikati iz politike. Leta 1910 se je odselil v Ljubljano. Tu se je med drugim zaposlil tudi v državni službi (1916-1924) in bil kot svetnik oddelka za socialno politiko upokojen, zatem pa se je ponovno zaposlil pri ljubljanski Vzajemni zavarovalnici kot generalni tajnik in po vojni kot predsednik Zavarovalnega zvoda Slovenije (1945-1946), ko se je dokončno upokojil. Kot sodelavec Osvobodilne fronte je bil med vojno v Ljubljani nekaj časa tudi zaprt. Dermastia je bil strokovnjak za zavarovalništvo, zlasti še za zavarovalno pravo, o tem je pisal strokovne in poljudne članke v glasilih zavarovalnic, v raznih tednikih in občasno tudi v dnevnih časopisih. 